# Juan Matogo Oyana
Juan Matogo Oyana CMF (Nkué-Esandon, 24 de mayo de 1949) es un religioso ecuatoguineano, obispo de Bata desde 2002. 
De joven fue compañero de escuela del futuro presidente Teodoro Obiang. Ingresó en la orden de los Hijos del Corazón de María o claretianos, y en 19 de diciembre de 1976 fue ordenado sacerdote.
El papa Juan Pablo II le nombró Obispo de Ebebiyín el 11 de octubre de 1991. El papa personalmente lo consagró el 6 de enero del mismo año como obispo; los co-consagrantes fueron los arzobispos de la curia Giovanni Battista Re, sustituto de la Secretaría de Estado de la Santa Sede, y Josip Uhač, secretario de la Congregación para la Evangelización de los Pueblos.
El 11 de mayo de 2002 fue nombrado Obispo de Bata. Algunos medios de la oposición ecuatoguineana le han acusado de connivencia con el presidente Obiang.